# STS–88
Az STS–88 jelű küldetés az amerikai űrrepülőgép-program 93., a Endeavour űrrepülőgép 13. repülése.

## Küldetés
Az első űrsiklóküldetés a Nemzetközi Űrállomásra (ISS). A Unity az első amerikai dokkoló modul.

## Jellemzői
A beépített kanadai Canadarm (RMS) manipulátor kar 50 méter kinyúlást biztosított (műholdak indítása/elfogása, külső munkák [kutatás, szerelések], hővédőpajzs külső ellenőrzése) a műszaki szolgálat teljesítéséhez. Nancy Currie működtette a robotkart.

## Első nap
1998. december 4-én a szilárd hajtóanyagú gyorsítórakéták, Solid Rocket Booster(SRB) segítségével Floridából, a Cape Canaveral (KSC) Kennedy Űrközpontból, a LC39–A (LC–Launch Complex) jelű indítóállványról emelkedett a magasba. Az orbitális pályája 92,4 perces, 51,6 fokos hajlásszögű, elliptikus pálya perigeuma 388 kilométer, az apogeuma 401 kilométer volt. Felszálló tömeg indításkor 119 715 kilogramm, leszálló tömeg 90 853 kilogramm. Szállított hasznos teher közel 17 000 kilogramm
Az Endeavour legénysége folytatta az űrkutatás történelmében a legnagyobb nemzetközi együttműködési vállalkozást a Zarja fő modulhoz kapcsolva az Unity modult. Az űrrepülőgép 7 napot volt összekapcsolva az ISS űrállomással. A logisztikai anyagok (víz, élelmiszer, kutatási anyagok, eszközök) között egy, az űrállomás energia ellátását biztosító Zarja akkumulátor is helyet kapott. Az építőelemek közül a Zarja fő modul után, a Unity modul volt a második nagyobb építőegység. A két modul összekapcsolás után biztosítottá vált az amerikai űrrepülőgépek (további modulok építése) folyamatos látogatása. A legénységek december 11-én történt csatlakozásával új történelmi korszak kezdődött az orosz–amerikai (később a nemzetközi Űrügynökségek) űrkutatása területén. A belső kommunikációs rendszert is kiépítették, hogy a földi üzemeltetők zavarmentes kapcsolatban lehessenek a legénységekkel. Az elválás lassú sodródással kezdődött, közben az űrrepülőgépről külső felvételeket készítettek az épülő ISS űrállomásról. Egy órával az űrállomástól való távolodást követően indították a leszállást elősegítő főmotorokat.

## Hasznos teher
1. A Unity (egység, csomópont) kikötőmodul az ISS első amerikai ISS modul.
2. IMAX Cargo Bay Camera (ICBC) – a teljes csatlakozási és szerelési műveleteket filmre vették.
3. Space Experiment Module (SEM-07) – folytatódik a NASA törekvése, hogy iskolákat vonjon be a világűrben végrehajtható kísérletekbe.

### Űrséták
A tervezett űrséták (kutatás, szerelés) alatt csatlakoztatták a Zarja modullal a tápkábeleit, az adatkábeleit (mintegy 40 csatlakozási végpont), majd később az antennákat és a kommunikációs rendszert. Az Endeavour dokkolása után kiegészítő szerelési és technikai (teszt) műveleteket végeztek, hogy biztonságosabbá tegyék a földi állomásokkal a kapcsolatot. Kapaszkodókat alakítottak ki, elhelyezték a későbbi szerelésekhez szükséges szerszámok tartóit, bennük a szerszámokkal. Tesztelték a szabad mozgást segítő hátizsák használhatóságát.
(zárójelben a dátum és az időtartam)
- EVA 1: Ross és Newman (1998. december 7., 7 óra 21 perc)
- EVA 2: Ross és Newman (1999. december 9., 7 óra 02 perc)
- EVA 3: Ross és Newman (1999. december 12., 6 óra 59 perc)

### Műhold
A tehertérben rögzített tudományos műholdakat egy rugós szerkezettel lőtték ki a világűrbe. Mozgásirányuk és kezdeti pályájuk megegyezett az űrrepülőgép irányával, pályaadataival. Az űrrepülőgép folyamatosan távolodott a miniszatellitektől.

#### SAC–A
Argentin Nemzeti Bizottság tudományos technológiai műholdja (miniszatellit). Pályairányba történő indítására december 14-én a 12. napon került sor, amikor egy rugós szerkezet kipattintotta a világűrbe, megadva a kezdeti sebességet.
Építette az INVAP SA, San Carlos de Bariloche, (Rio Negro). Üzemeltette az argentin Nemzeti Űrügynökség Comisión Nacional de Actividades Espaciales (CONAE) (Buenos Aires). Megnevezései: Satelite de Aplicaciones Scientifico (SAC–A); SAC–A (1998-069B). Kódszáma: SSC 25550.
A műhold mechanikusan stabilizált (giroszkóp). Az orbitális egység kezdeti pályája 92,38 perces, 51,58 fokos hajlásszögű, elliptikus pálya perigeuma 383 kilométer, az apogeuma 400 kilométer volt. Hasznos tömege 68 kilogramm.
Kísérleti programja:
1. Differential Global Positioning System (DGPS) – navigációs teszt,
2. Charge Coupled Device (CCD TV) – bálnák követésére, egyéb fényképezésre,
3. Magnetométer segítségével a Föld mágneses terének mérése,
4. Fotovoltaikus technikai tesztelés,
5. Energiát biztosító akkumulátorok és feszültségszabályzó,

1999. október 25-én 324,66 nap (0,89 év) után magasságának elvesztésével aktív szolgálata véget ért, a későbbiek során belépett a légkörbe és megsemmisült.

#### MightySat–1
Amerikai technológiai műhold (miniszatellit). Építette az Orbital Sciences Corporation (OSC) (Dulles). Működtette az Air Force Research Laboratory (AFRL) (Albuquerque). Megnevezései: MightySat 1; MightySat 1 (1998-069C). Kódszáma: 25551.
Pályairányba történő indítására december 15-én a 13. napon került sor, amikor egy rugós szerkezet kipattintotta a világűrbe, megadva a kezdeti sebességet. Forgással stabilizált űregység. Napeleme az új gallium-indium-foszfid réteg, valamint gallium-arzenid réteg. Éjszakai (földárnyék) energiaellátását ezüst-cink akkumulátorok biztosították. Az orbitális egység kezdeti pályája 92,4 perces, 51,6 fokos hajlásszögű, elliptikus pálya perigeuma 388 kilométer, az apogeuma 401 kilométer volt. Hasznos tömege 70 kilogramm.
Technológiai műhold, öt fejlett technológia (szerkezeti elem) tesztet végzett:
1. könnyű kompozit anyagok,
2. kísérleti napelemeket (GaAs (hatásfok 18-19%); GaInP (hatásfok 21%) alkalmazott energiaforrásként,
3. mikroelektronikai készletek (szilárdtest memória, mikro-elektromechanikai gyorsulásmérő,
4. állapotát alakmemória ellenőrizte,
5. Microparticle Impact Detector (MPID) – mikrometeoritok és a mikrorészecskék mérése,

1999. november 21-én, 352,37 nap (0,96 év) után magasságának elvesztésével aktív szolgálata véget ért, a későbbiek során belépett a légkörbe és megsemmisült.
Első miniszatellit, a következő miniszatellit a MightySat 2-1 Sindri (2000-042A).

## Tizenegyedik nap
1998. december 16-án a Kennedy Űrközpontban (KSC), kiinduló bázisán szállt le. Összesen 11 napot, 19 órát, 18 percet és 47 másodpercet töltött a világűrben. 7 600 000 kilométert (4 700 000 mérföldet) repült, 185 alkalommal kerülte meg a Földet.

## Személyzet
(zárójelben a repülések száma az STS–88 küldetéssel együtt)
- Robert Donald Cabana (4), parancsnok
- Frederick Wilford Sturckow (1), pilóta
- Jerry Lynn Ross (6), küldetés specialista
- Nancy Currie (3), küldetésfelelős
- James Hansen Newman (3), küldetésfelelős
- Szergej Konsztantyinovics Krikaljov (3), küldetésfelelős - Orosz Szövetségi Űrügynökség (RKA)

### Visszatérő személyzet
- Robert Donald Cabana (4), parancsnok
- Frederick Wilford Sturckow (1), pilóta
- Jerry Lynn Ross (6), küldetés specialista
- Nancy Currie (3), küldetésfelelős
- James Hansen Newman (3), küldetésfelelős
- Szergej Konsztantyinovics Krikaljov (3), küldetésfelelős